# MTV Unplugged (album Mariah Carey)
MTV Unplugged – jest to live EP amerykańskiej piosenkarki Mariah Carey, nagrany przez Columbia Records w USA 16 marca 1992 r. Single "I'll Be There" zajął pierwsze miejsce na amerykańskiej liście przebojów. Jest to jedyna nowa piosenka na tym EP.

## Historia
Po przełamaniu scenicznej tremy, mając dość sugestii krytyków, że nie potrafi śpiewać na żywo, a jej wysokie tony są produktem aparatury w muzycznym studiu, Carey zamówiła występ w telewizyjnym show "MTV Unplugged". Aranżacje piosenek były inne niż na płytach, ponieważ MTV Unplugged dopuszcza używanie jedynie instrumentów akustycznych. Wyciągnięcie tzw. rejestru gwizdkowego w pierwszym wykonanym utworze "Emotions" wywołało zachwyt słuchaczy i rozwiało przekonanie sceptyków: zdolności wokalne Carey okazały się niezaprzeczalne. Po nadaniu programu, piosenka "I'll Be There" The Jackson's 5, zaśpiewana w duecie z Treyem Lorenzem, została, na fali popularności, wydana jako single i znalazła się na czołówkach amerykańskich list przebojów. To jedyny #1 z 18 coverów, które nagrała Carey i których nie była autorką czy współautorką, bo to były covery. Jest to nadal jedyny #1 wśród singli z serii MTV Unplugged. Na minialbumie (EP) znalazł się także drugi singel "If It's Over" - nie został wydany w USA i na większości rynków poniósł porażkę. Pojawienie się Carey na żywo pozwoliło jej zdobyć respekt u wielu krytyków, którzy wcześniej negowali jej talent, a powodzenie jej występu MTV Unplugged pozwoliło uruchomić promocję albumu Emotions.
Wszystkie utwory, choć nie było ich wiele, zostały następnie wydane w formie albumu, a Carey zapowiadała każdy z nich. MTV Unplugged EP znalazł się na 3. miejscu amerykańskiej listy Billboard 200, znajdował się w pierwszej dwudziestce przez 14 tygodni, a ogólnie na liście przez 57 tygodni (licząc w tym jeden powrót).
RIAA (Recording Industry Association of America, zrzeszenie amerykańskich wydawców muzyki) wyróżniło MTV Unplugged w grudniu 1994 trzykrotną platynową płytą. Na świecie sprzedano około 9 mln egzemplarzy tej płyty.
Wydano także DVD MTV Unplugged +3, które zawiera zapis występu z 16 marca 1992 r. Na U.S. Billboard Top Music Video zajęło pierwsze miejsce, jako płyta platynowa, z 6,5 mln sprzedanych egzemplarzy. Wytwórnia Legacy Recordings (Sony Music Entertainment's) wydała minialbum jeszcze raz, wraz z albumem DVD MTV Unplugged, 18 września 2007.

## Lista utworów
1. "Emotions" – 4:00
2. "If It's Over" – 3:47
3. "Someday" – 3:56
4. "Vision of Love" – 3:36
5. "Make It Happen" – 4:09
6. "I'll Be There" duet z Treyem Lorenzem – 4:42
7. "Can’t Let Go" – 4:35

## Pozycje na listach przebojów
| Lista              | Najwyższa pozycja | Certyfikat | Sprzedaż    |
| ------------------ | ----------------- | ---------- | ----------- |
| Australia          | 7                 | 3xPlatyna  | 210,000+    |
| Austria            | 21                | -          | 10,000+     |
| Brazylia           | -                 | -          | 50,000+     |
| Francja            | 17                | 2xZłoto    | 200,000+    |
| Hiszpania          | -                 | -          | 25,000+     |
| Holandia           | 1                 | 2xPlatyna  | 200,000+    |
| Japonia            | 3                 | 2xPlatyna  | 500,000+    |
| Kanada             | 11                | Platyna    | 100,000+    |
| Korea Południowa   | -                 | Platyna    | 100,000+    |
| Niemcy             | 30                | -          | 200,000+    |
| Norwegia           | 18                | -          | 5,000+      |
| Nowa Zelandia      | 1                 | 2xPlatyna  | 30,000+     |
| Singapur           | -                 | 3xPlatyna  | 45,000+     |
| Szwecja            | 36                | -          | 20,000+     |
| Szwajcaria         | 19                | Złoto      | 25,000+     |
| Włochy             | -                 | Platyna    | 100,000+    |
| Wielka Brytania    | 3                 | Złoto      | 250,000+    |
| U.S. Billboard 200 | 3                 | 3xPlatyna  | 3,000,000+  |
| Europa             | 8                 | Platyna    | 1,200,000+  |
| Świat              | -                 | -          | 10,000,000+ |